# Sebastian Joffre
Jhalmar Sebastian Joffre Soliz (Portachuelo, 21 augustus 1999) is een Boliviaans-Amerikaans voetballer die sinds februari 2024 uitkomt voor Real Salt Lake.

## Carrière
Joffre ruilde in 2019 de FC Florida Prep Academy voor Orlando City. In het seizoen 2019 speelde hij drie competitiewedstrijden voor het B-elftal van de club in de USL League One. In mei 2019 namen speler en club in onderling overleg afscheid van elkaar.
In februari 2022 tekende Joffre bij Crystal Palace, waar hij zou aansluiten bij de jeugdopleiding. De club leende hem evenwel meteen uit aan de Belgische tweedeklasser RWDM, waar John Textor (minderheidsaandeelhouder bij Crystal Palace) een maand eerder officieel was voorgesteld als de nieuwe hoofdaandeelhouder. Joffre werd, net als Rian Jamai, binnengehaald voor de U23-ploeg van RWDM. Lang bleef hij evenwel niet in Sint-Jans-Molenbeek, want in april 2022 tekende Joffre al bij Botafogo FR, nog een andere club van Eagle Football Holdings. Daar maakte hij op 15 januari 2023 zijn officiële debuut in het eerste elftal van de club tijdens de Campeonato Carioca-wedstrijd tegen Audax Rio de Janeiro EC (0-1-verlies).
Op de slotdag van de wintermercato 2023 haalde RWDM de Boliviaanse Amerikaan terug naar België. Joffre slaagde er echter opnieuw niet in om een rol van betekenis te spelen bij de Molenbekenaars, die op 13 mei 2023 promotie naar de Jupiler Pro League afdwongen. Toen hij op 1 februari 2024 de club verliet voor de Amerikaanse eersteklasser Real Salt Lake, had Joffre geen enkele officiële wedstrijd voor RWDM op zijn teller staan.